# ایچر موتورز
ایچر موتورز (انگلیسی: Eicher Motors) شرکت خودروسازی هندی است، که در سال ۱۹۴۸ تأسیس شد.